# Rabah
Rabah (arabisch رابح, DMG Rābaḥ) ist ein arabischer männlicher Vorname, der auch im weiteren muslimischen Kulturkreis mit der Bedeutung Gewinner vorkommt. In Afghanistan hat der Name die Bedeutung Geschichtenerzähler.

## Verbreitung
In Deutschland taucht der Name seit 2007 sporadisch in den Hitlisten auf. Er wurde in den letzten 10 Jahren weniger als 10 Mal vergeben. In der Schweiz tragen den Namen 56 Personen (Stand 2023). Der Name kommt in Österreich nur sehr selten vor.
Auch in den nordischen Ländern Dänemark, Norwegen und Schweden wird der Name nur selten gewählt.
Der Name ist besonders in Frankreich beliebt, dort wird er seit 1950 jährlich bei der Namenswahl berücksichtigt. Zwischen 1950 und 1970 war er ein bekannter Vorname, danach ließ seine Beliebtheit nach. Von 1930 bis 2022 wurden etwa 3.000 Jungen so genannt. Seine Vergabe ist auch in England, Schottland und Kanada nachgewiesen.

## Namensträger

### Vorname
- Rabah Belamri (1946–1995), algerischer Schriftsteller
- Rabah Bitat (1925–2000), algerischer Politiker, Präsident 1978/1979
- Rabah Iddir (* 1956), französisch-algerischer Fußballspieler
- Rabah Madjer (* 1958), algerischer Fußballspieler und -trainer
- Rabah Saâdane (* 1946), algerischer Fußballspieler und -trainer

### Familienname
- Naoufel Ben Rabah (* 1977), tunesischer Boxer
- Sadok Rabah (* 1948), tunesischer Politiker

## Weiteres
- Rabah, ein Dorf in der Gemeinde Tessaoua in Niger, siehe Raba (Tessaoua)
- Rabah (Syrien), ein Dorf im Tal Wadi an-Nasara in Syrien
- Bilal ibn Rabah, ein Gefährte des Propheten Muhammad
- Rabah Bitat Airport, englischer Name des algerischen Flughafens Annaba
- Rabih az-Zubayr (um 1842–1900), Kriegsherr und Herrscher im Bereich des Tschadsees